# Праволамский, Пётр
Пётр Праволамский (ок. 1820 — ок. 1869) — русский поэт - любитель.

## Биография
В 1837 году поступил в ярославский Демидовский лицей на платное место. В 1839 году переведён на казённое обеспечение. Занимался поэтическим творчеством под руководством профессора словесности А. З. Зиновьева. Читал собственные стихи на торжественных мероприятиях в Лицее. Сочинил стихи по случаю приезда в Ярославль принца Альберта Прусского в 1839 году, они были поднесены принцу через директора Лицея.
В 1838 году была издана в Ярославле единственная книжка стихов Праволамского, ставшая вторым стихотворным изданием в истории города. Несмотря на лестный отзыв «Ярославских губернских ведомостей», она не пользовалась популярностью. Во всех стихотворениях Праволамского чувствуется полная подражательность Байрону и Пушкину. Под сильным влиянием первого написаны пьесы: «Каин» и «Отчуждённый», особенно «Каин». Под влиянием Пушкина написаны: «Рим», «Поэту» и другие. Пьеса «Рим» начинается почти что пересказом пушкинских стихов. Лучшим стихотворением Праволамского можно считать маленькую пьесу «К ней». Здесь поэт под «ней» подразумевает свободу. Пьеса внушена лицейским режимом, в то время крайне суровым, почти военным. По мнению Г. В. Красильникова, реминисценции на стихи Праволамского есть у Н. А. Некрасова — на «Гений» в «Колизее» и на «Отчуждённый» в «Тот не поэт».
В октябре 1839 года зачислен на Философский факультет Московского университета, однако в 1840 году переехал в Санкт-Петербург. При помощи Н. А. Некрасова подготовил книгу «Несчастный Гриша, или Следствия дурного воспитания», однако она не была напечатана и затерялась. Одно время был учителем словесности в гимназии, но, резкий и прямой по характеру, он не ужился с начальством и должен был уйти. В 1840—1850-х годах недолгое время работал в театрах, в том числе в московском Малом и Ярославском. В 1842 году опубликовал несколько стихотворений в сборнике «Литературный кабинет. Труды артистов императорских театров».
Ко всем житейским неудачам Праволамского присоединилась страсть к вину, которая довела его до нищенства. Без всяких средств, оборванный, Праволамский исколесил Россию, побывал даже в Сибири. Некоторое время работал на золотых приисках в городе Тара на Иртыше. Пользовался поддержкой докторов, из коих некоторые, как, например, доктор Н. В. Пирожков, лечили его, стараясь всячески поднять, но он не мог уже бороться со своим недугом и кончил жизнь, неизвестно где, босяком. Известие о смерти Праволамского было получено в Ярославле в 1869 году.
Б. В. Мельгунов считал, что именно Праволамский послужил Н. А. Некрасову прототипом приехавшего в столицу поэта в рассказе «Без вести пропавший пиита».

## Сочинения
- Стихотворения П. Праволамского. — Ярославль: Тип. Губ. правл., 1838. — 111 с.